# Lilla Sibirien
Lilla Sibirien (finska: Pikku Siperia) är en finländsk dramakomedifilm som hade premiär på Netflix den 21 mars 2025. Filmen är regisserad av Dome Karukoski, som även skrivit manus tillsammans med Minna Panjanen och Antti Tuomainen.

## Handling
När en meteorit en natt faller genom taket på en bil skakas det dagliga livet i den lilla byn Hurmevaara om. Joel, byns präst och en veteran får i uppdrag att vakta meteoriten i ett gammalt museum innan den ska skickas till London för en mer detaljerad utvärdering. Medan Joel skyddar meteoriten från både amatör- och professionella brottslingar, försöker han lösa ett ännu större mysterium som omger hans eget liv.

## Rollista (i urval)
- Rune Temte
- Eero Ritala
- Malla Malmivaara
- Martti Suosalo
- Tommi Korpela
- Janne Hyytiäinen